# Martin Vunk
Martin Vunk (født 21. august 1984 i Tartu, Sovjetunionen) er en estisk tidligere fodboldspiller (midtbane). Han spillede 67 kampe og scorede ét mål for det estiske landshold i perioden 2008-2014.
På klubplan tilbragte Vunk størstedelen af sin karriere i hjemlandet. Her var han blandt andet tilknyttet Flora Tallinn, FC Kuressaare og Nõmme Kalju. Han havde også udlandsophold i Sverige hos Syrianska FC, samt i Grækenland, Indonesien og Cypern.